# Hípica als Jocs Olímpics d'estiu de 1956
Als Jocs Olímpics d'Estiu de 1956 es realitzaren sis proves d'hípica: doma clàssica, concurs complet i salts, tant en categoria individual com per equips. La competició es desenvolupà entre els dies 11 i 17 de juny de 1956 a la ciutat d'Estocolm (Suècia), a causa de la quarantena imposada per les autoritats australianes sobre els cavalls participants en la competició que inicialment s'havia de disputar a Melbourne amb la resta dels esport olímpics del programa oficial.

## Comitès participants
Hi participaren 158 genets, entre ells 13 dones, de 29 comitès nacionals diferents.

## Resum de medalles
| Prova                                | Or | Argent                                                                                                 | Bronze                                                                                         |
| Doma clàssica individual Detalls     | Henri Saint Cyr amb Juli                                                                                | Lis Hartel amb Jubilee                                                                                 | Liselott Linsenhoff amb Adular                                                                 |
| Doma clàssica per equips Detalls     | SuèciaHenri Saint Cyr amb Juli · Gehnäll Persson amb Knaust · Gustav Boltenstern amb Krest              | AlemanyaLiselott Linsenhoff amb Adular · Hannelore Weygand amb Perkunos · Anneliese Küppers amb Afrika | SuïssaGottfried Trachsel amb Kursus · Henri Chammartin amb Wöhler · Gustav Fischer amb Vasello |
| Concurs complet individual Detalls   | Petrus Kastenman amb Iluster                                                                            | Augus Lütke amb Trux von Kamax                                                                         | Francis Weldon amb Kilbarry                                                                    |
| Concurs complet per equips Detalls   | Regne Unit Francis Weldon amb Kilbarry · Arthur Rook amb Wild Venture · Bertie Hill amb · Countyman III | Alemanya Augus Lütke amb · Trux von Kamax · Otto Rothe amb Sissi · Klaus Wagner amb · Prinzeß          | Canadà John Rumble amb Cilroy · Jim Elder amb Colleen · Brian Herbinson amb Tara               |
| Salts d'obstacles individual Detalls | Hans Günter Winkler amb Halla                                                                           | Raimondo D'Inzeo amb Merano                                                                            | Piero D'Inzeo and Uruguay                                                                      |
| Salts d'obstacles per equips Detalls | Alemanya Hans Günter Winkler amb Halla · Fritz Thiedemann amb Meteor · Augus Lütke amb Ala              | Itàlia Raimondo D'Inzeo amb Merano · Piero D'Inzeo amb Uruguay · Salvatore Oppes amb Pagoro            | Regne Unit Wilfred White amb Nizefela · Pat Smythe amb Flanagan · Peter Robeson amb Scorchin   |

## Medaller
| Posició | País       | Or | Argent | Bronze | Total |
| 1       | Suècia     | 3  | 0      | 0      | 3     |
| 2       | Alemanya   | 2  | 3      | 1      | 6     |
| 3       | Regne Unit | 1  | 0      | 2      | 3     |
| 4       | Itàlia     | 0  | 2      | 1      | 3     |
| 5       | Dinamarca  | 0  | 1      | 0      | 1     |
| 6       | Canadà     | 0  | 0      | 1      | 1     |
| 6       | Suïssa     | 0  | 0      | 1      | 1     |